# Igrejas de Madeira do Sul da Pequena Polónia
As Igrejas de Madeira do Sul da Pequena Polônia (Malopolskie em polaco) estão situadas nos povoados de Dębno, Binarowa, Blizne, Haczów, Lipnica Murowana e Sękowa. Utilizam a técnica dos troncos de madeira dispostos horizontalmente e se encontram desde a Idade Media na Europa do Leste e do Norte. Inscreveram-se na lista de patrimônio mundial da UNESCO em 2003.

## Arquitetura
Estas igrejas são o produto da união da arquitetura católica romana com a arquitetura da igreja ortodoxa do Leste. Estão adaptadas para o clima local exterior (forte inclinação dos trechos, por exemplo) e ricamente decoradas por dentro. As pinturas murais são uma das características principais.
Dębno - A igreja do arcanjo São Miguel se construiu na segunda metade do século XV. É uma das igrejas medievais melhor preservadas da região.

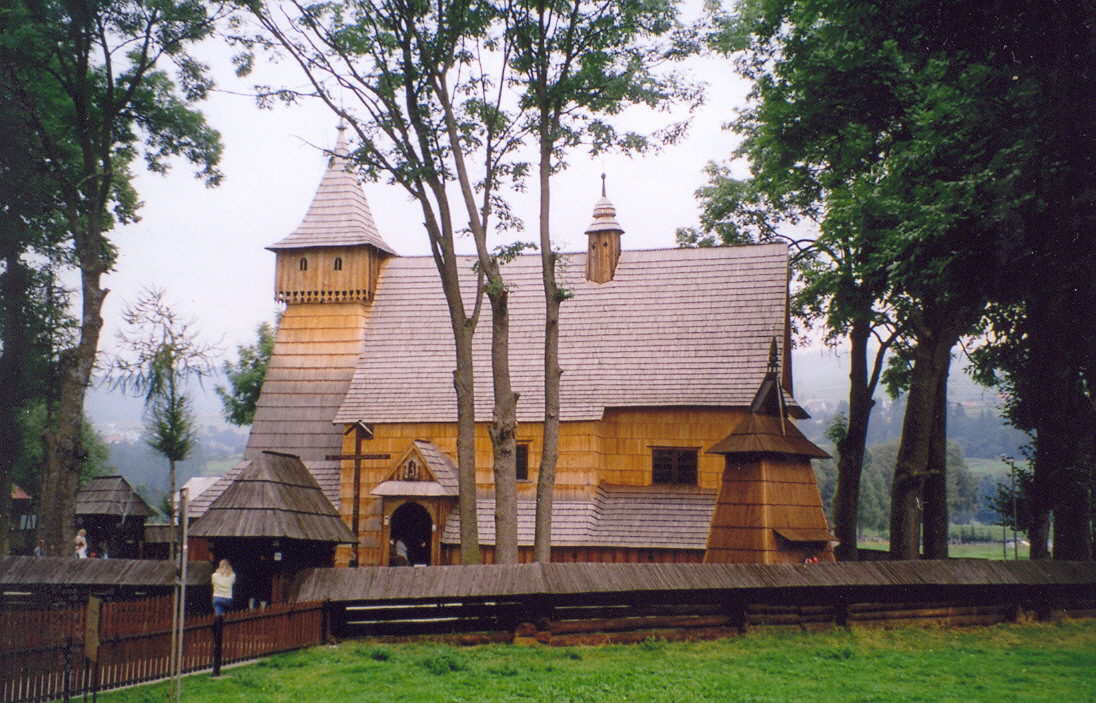

Binarowa - A igreja do arcanjo São Miguel fundada em torno de 1500. Seus interiores policromos (dos séculos XVI e XVII) seu altar e as esculturas em madeira, entre as que se encontra una representação da Virgem Maria com o menino Jesus, datam de cerca de 1430.

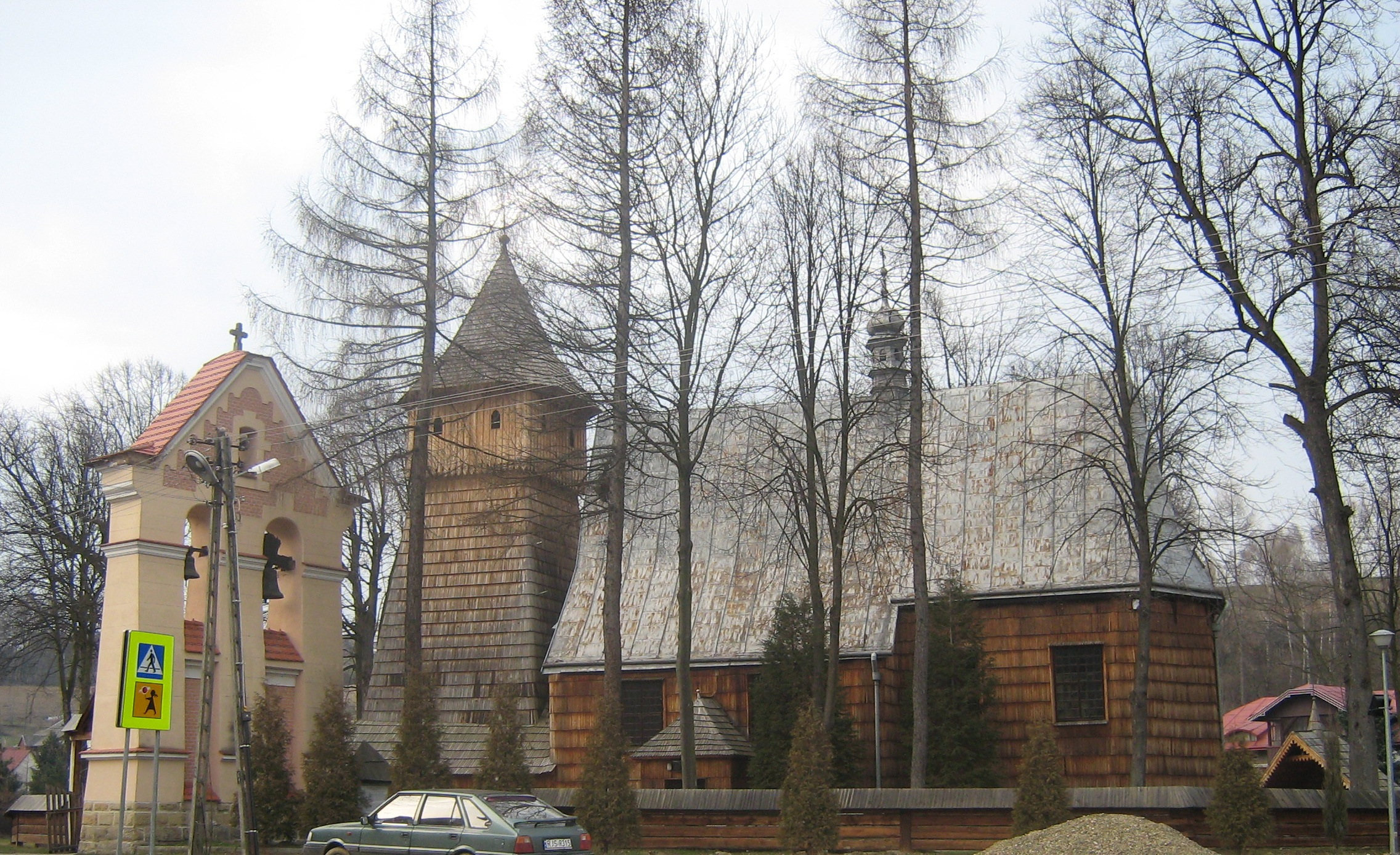

Blizne - A igreja de todos os santos, construída a meados do século XV conserva numerosos elementos da arquitetura gótica em madeira e das pinturas murais dos séculos XVI e XVII.
Haczów - A igreja da assunção, construída em meados do século XV é una das más antigas e maiores igrejas construídas com troncos horizontais no mundo. As únicas pinturas do interior são de 1494.

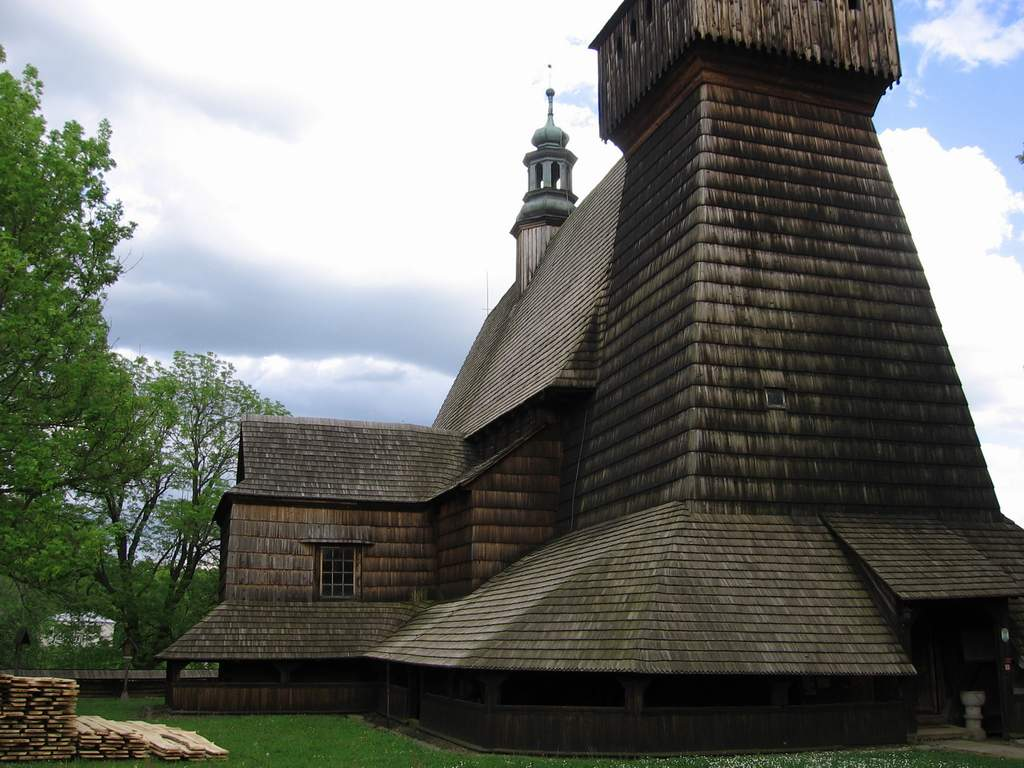

Lipnica Murowana - A igreja de São Leonardo, construída no final do século XV. O interior se assemelha a um museu de arte daquele tempo.

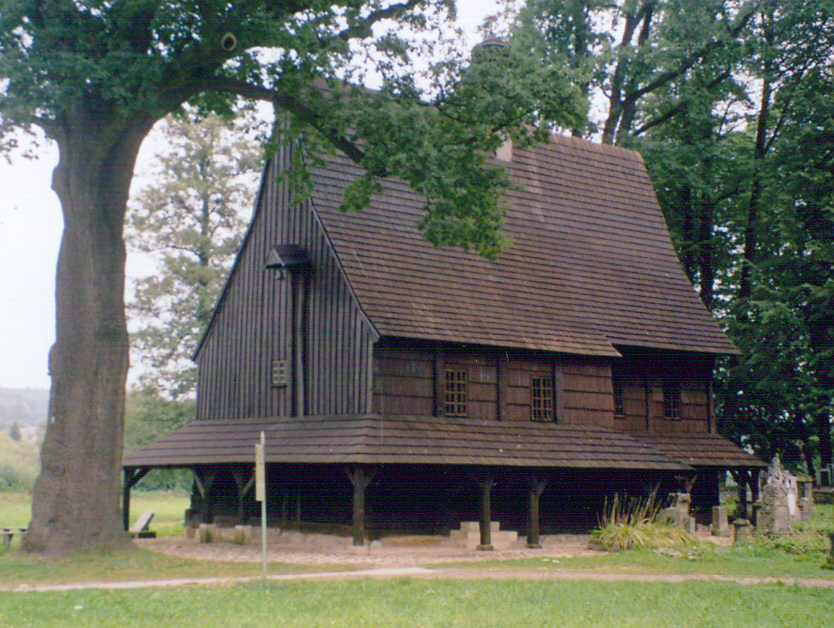

Sękowa - A igreja de São Felipe e Jacó, construída em 1516 e ampliada no século XVII possui uma construção notável com suportes exteriores que rodeiam a totalidade do edifício.

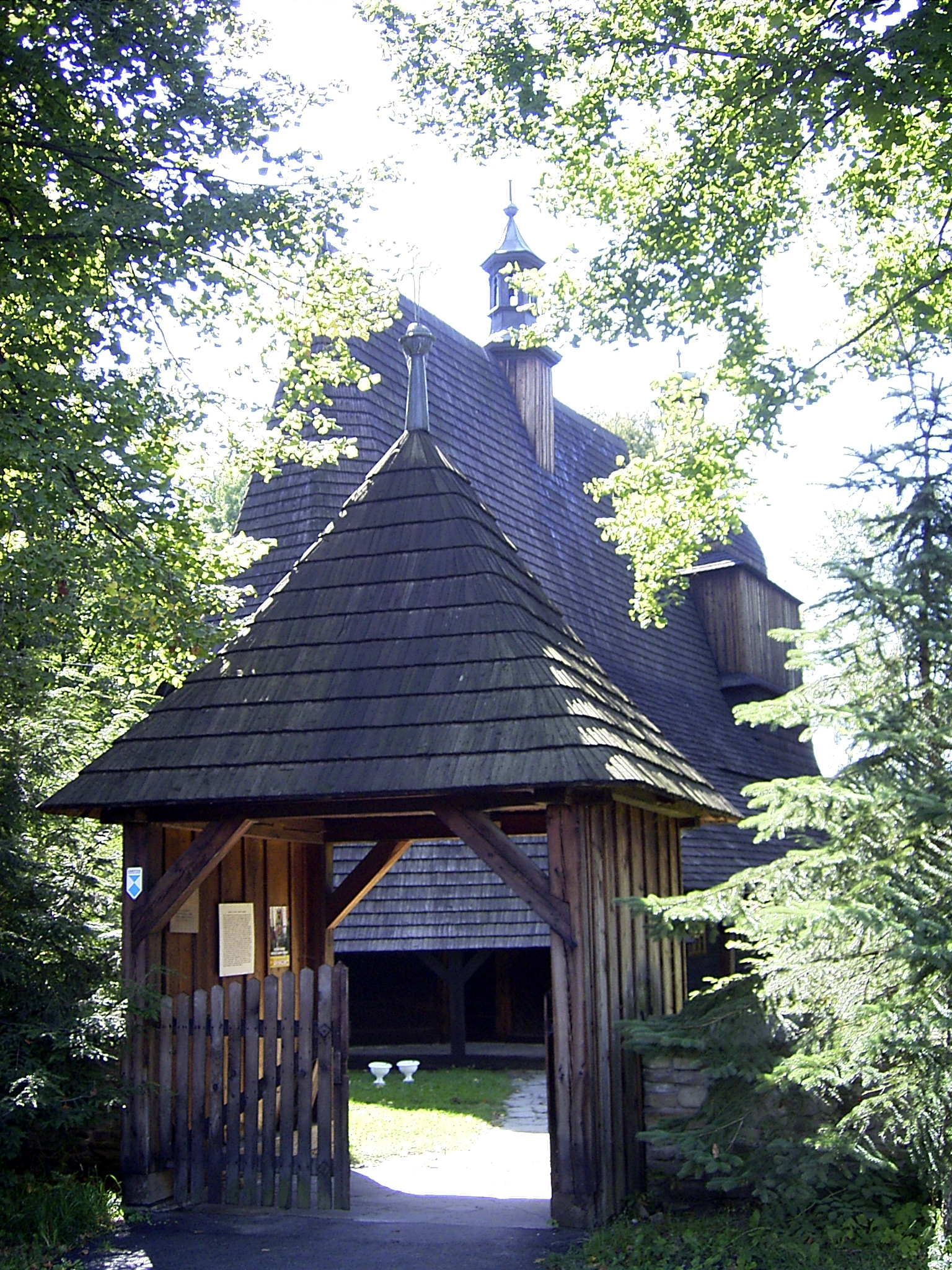

## Outras igrejas de madeira

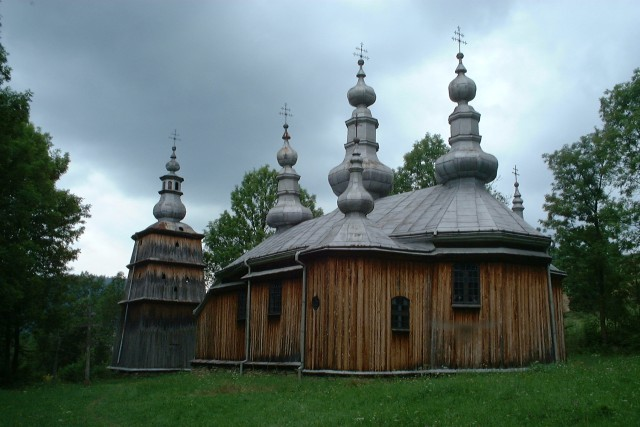
Turzansk - igreja de madeira.
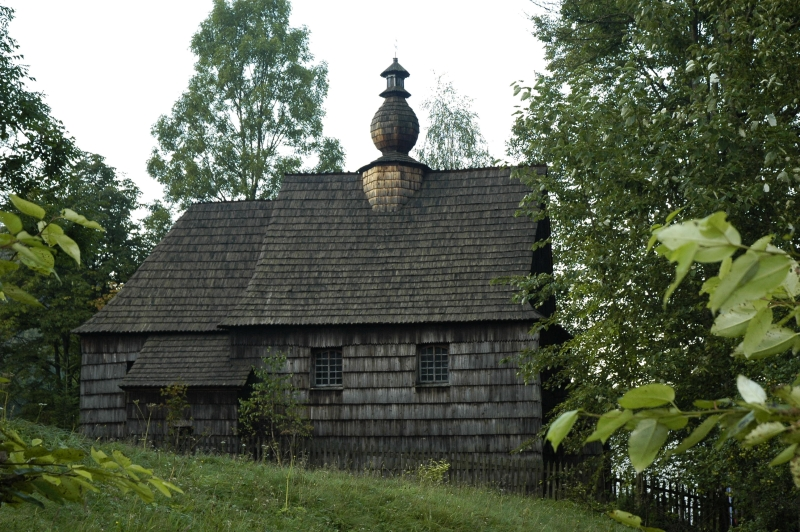
Igleja de Zlobek.
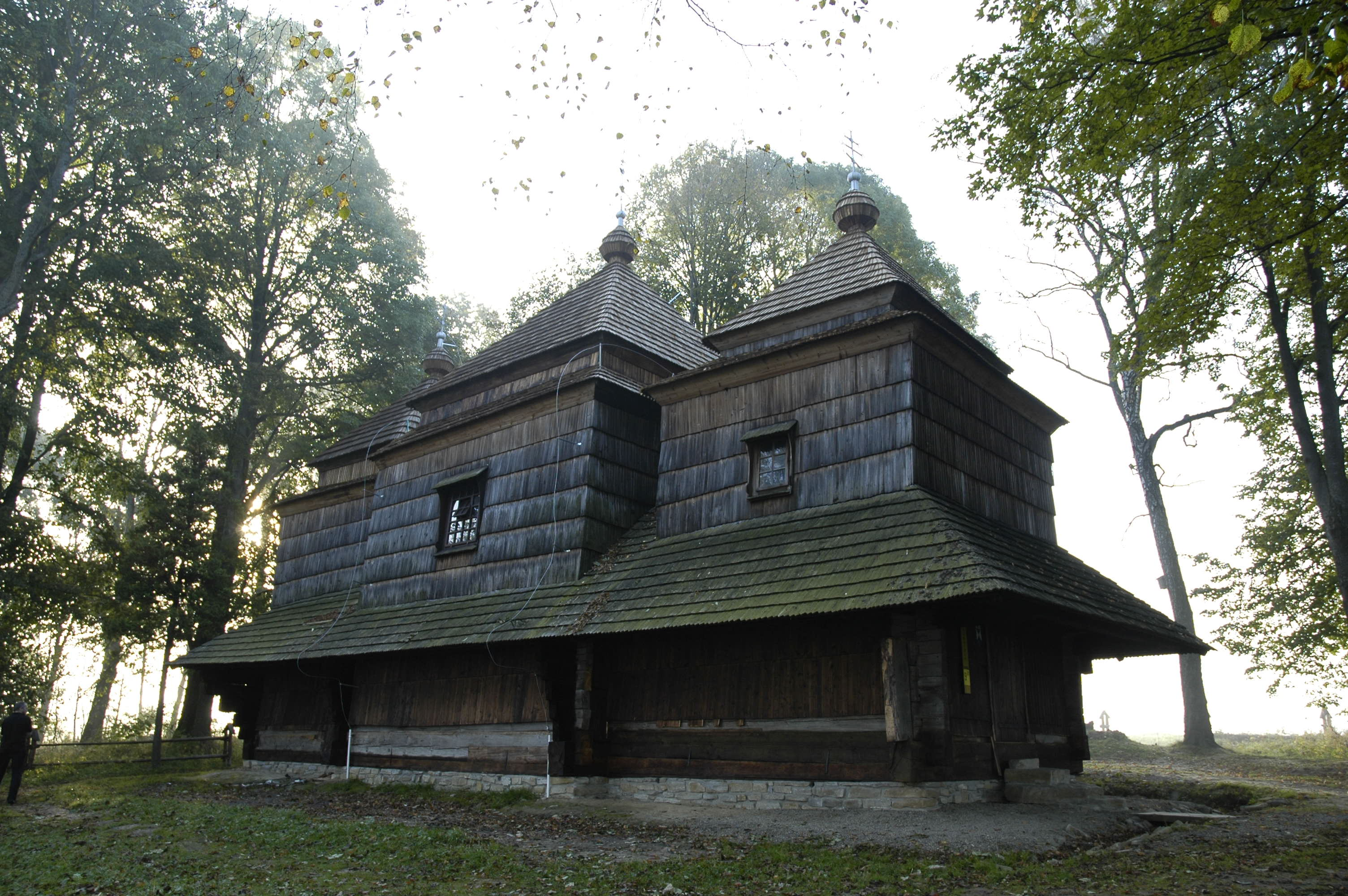
Igreja de Smolnik.
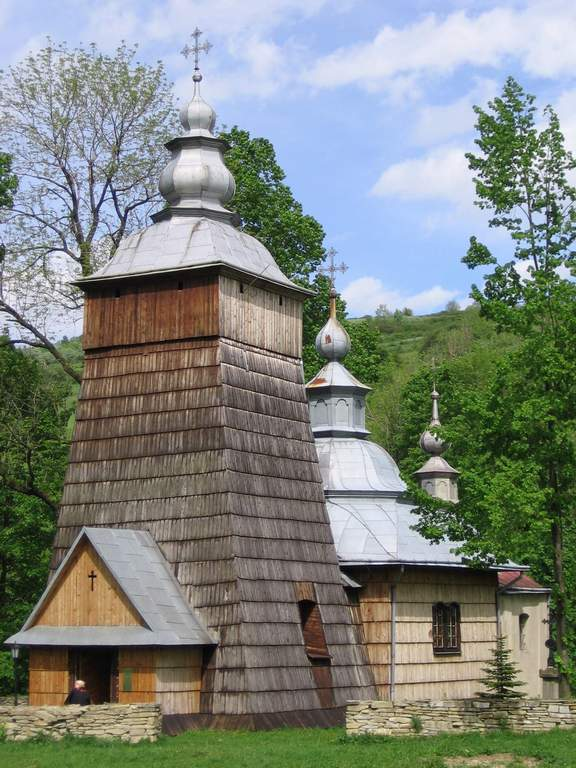
Igreja de Chyrowa.
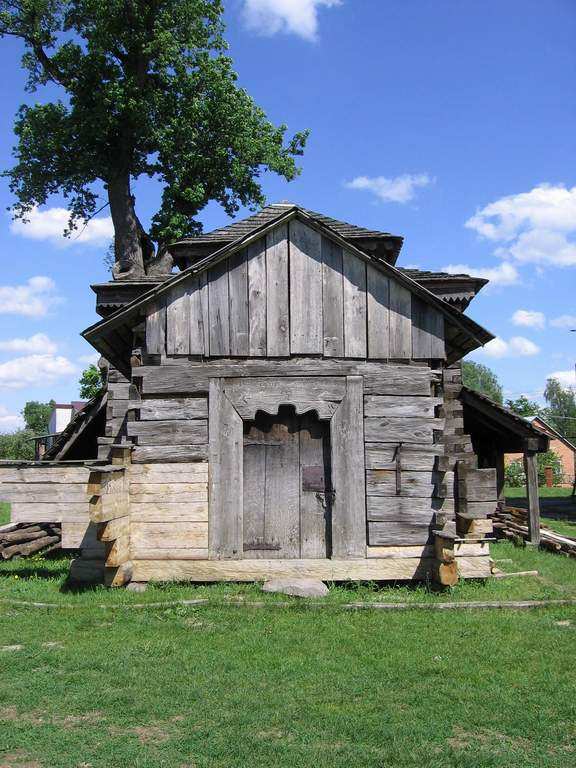
Igreja de Rudka.
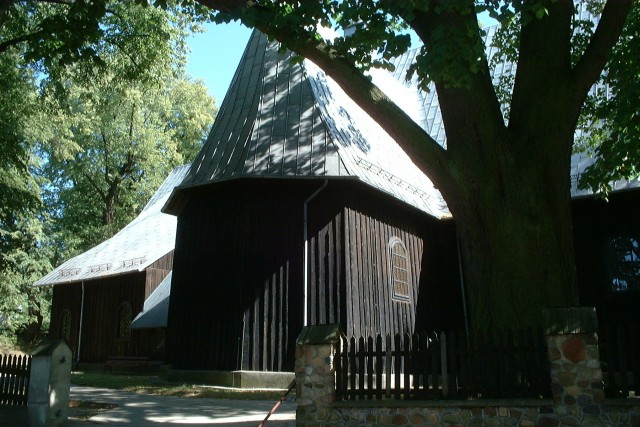
Igreja de Truskolasy.
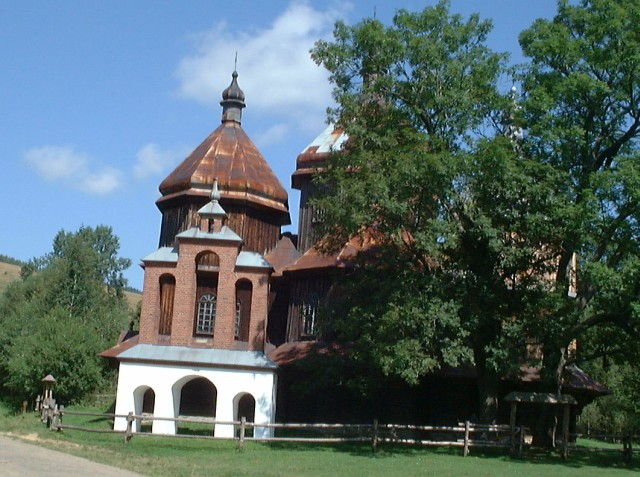
Igreja de Bystre.
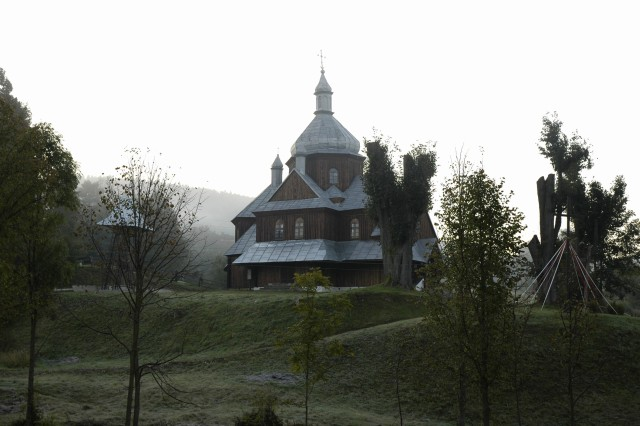
Igreja de Hoszow.
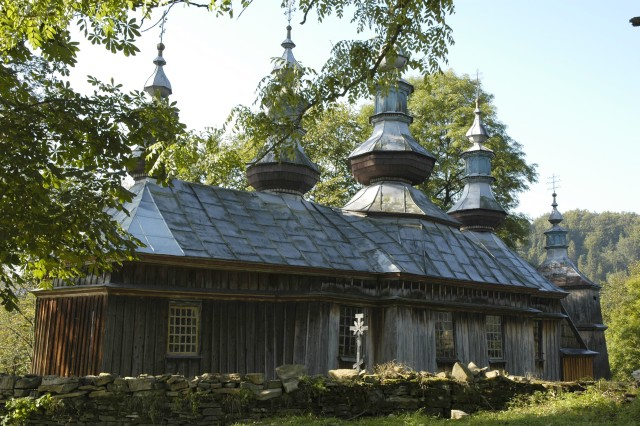
Igreja de Komancza.
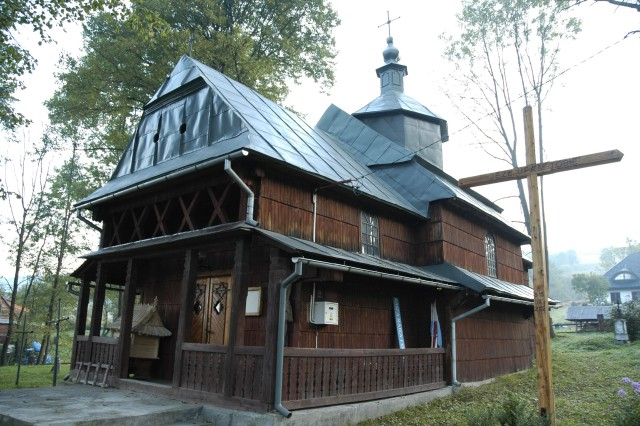
Igreja de Rabe.
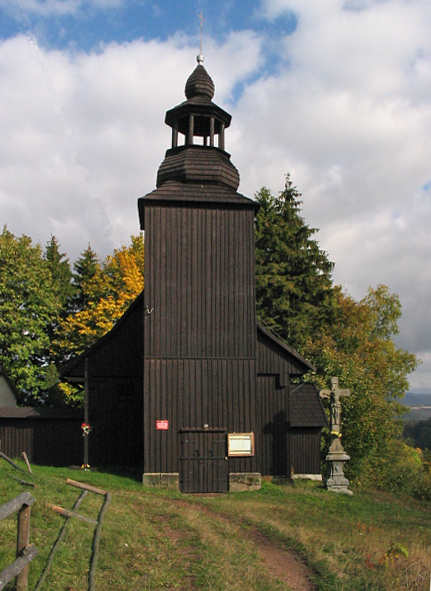
Igreja de Kamienczyk.